# Per Winge

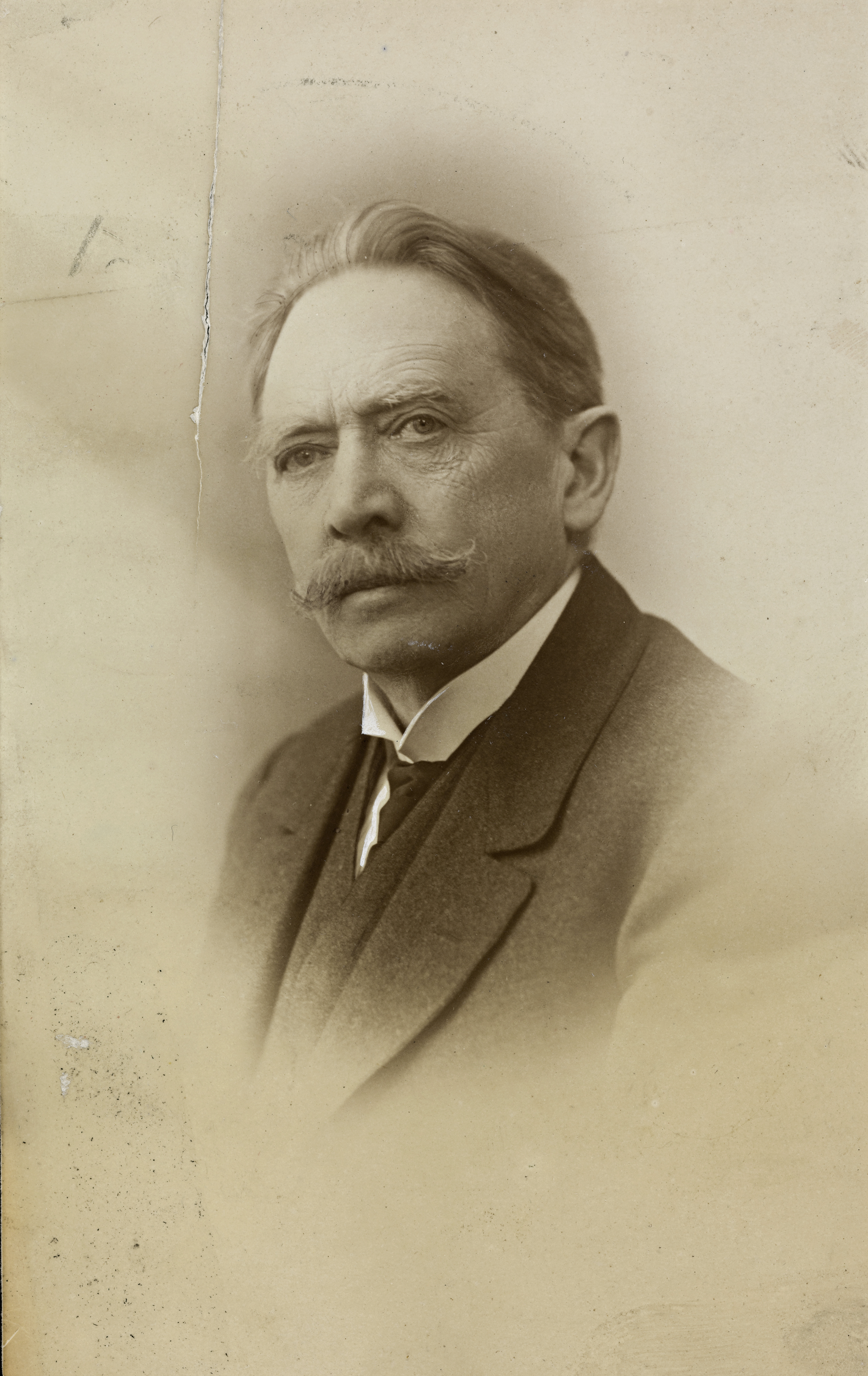
Per Winge (Nasjonalbiblioteket)

Per Winge, född den 27 augusti 1858 i Kristiania, död där den 7 september 1935, var en norsk tonsättare. 
Winge blev student 1875, hade Otto Winter-Hjelm och Johan Svendsen till lärare i musik och utbildade sig vidare vid Leipzigs konservatorium samt hos Philipp Scharwenka i Berlin. Winge blev 1886 dirigent för musiksällskapet Harmonien i Bergen, 1888 organist och sånglärare i Drammen, var 1894–1902 teaterkapellmästare i Kristiania och blev 1902 sekreterare vid Nationaltheatret samt 1906 lärare vid Lindemans konservatorium, 1916 dirigent för studentskornas sångförening i Kristiania. Han komponerade över ett 60-tal solosånger i välansad och ganska flytande stil, en pianotrio, stycken för piano och violin, operetten 333, scenmusik till Drachmanns "Tusind og en nat" med mera.